# ピエール・シャロン

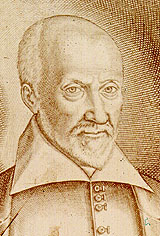
シャロンの肖像画

ピエール・シャロン（Pierre Charron、1541年-1603年11月16日）は、フランスの聖職者、モラリスト。

## 人物
王妃マルグリット・ド・ヴァロワに仕え、「フランス随一の説教家」とも言われた。ミシェル・ド・モンテーニュの親友。パリ生まれ。
1601年に刊行したDe la Sagesse（フランス語、La Sagesseとも、日本語の題名は『知恵について』、『叡智論』など）で知られる。